# Lucas García Cardona
Lucas García Cardona (Valencia, 1847-Godella (Valencia), 16 de julio de 1899) fue un maestro de obras valenciano, que desarrolló su obra en Valencia y sus alrededores.

## Biografía
Fue uno de los últimos maestros de obra que ejerció en Valencia. Enclavado dentro de la corriente ecléctica de la época, su estilo arquitectónico versaba un historicismo imaginativo y personal que obtuvo un notable éxito en su momento, a juzgar por los encargos privados que recibió.
Estudió arquitectura en la Academia de Bellas Artes de San Carlos de Valencia donde obtuvo el título de maestro de obras, del cual ya disponía en el año 1871. Era hermano del cineasta Ángel García Cardona, uno de los pioneros del cine en Valencia. Está enterrado junto a su esposa, Dolores Noguera Adell, en el Cementerio de Valencia.

## Obras
- Edificios Sancho, en la calle Caballeros, 14, 16 y 18, (1881).
- Casa de las Religiosas Oblatas  en la calle Pascual y Genis número 23, (1884).
- Casa Blasco, en el paseo de la Alameda, 11, (1886).
- Casa Pampló, en la calle San Vicente número 43, (1887).
- Edificio Ylario, en la calle Colón número 25 de Valencia (1889).[3]
- Edificio en la calle Roger de Lauría número 26, actual sede de la Gerencia Regional del Catastro de Valencia (1890).
- Centro Cultural Bancaja, en la plaza de Tetuán número 23, (1891).
- Casa Enríquez, en la calle Cajeros número 4, (1891).
- Casa Sansano, en la calle Caballeros número 49 (1891).
- Casa Moroder, en la calle de la Paz número 10 (1891).
- Palacio de los Marqueses de Malferit, en la calle Caballeros número 22 (1893).
- Casa Moret, en la calle Barcas número 3, (1895). Derribado en la década de los años 60.
- Edificio Monforte, en Valencia (1895-1909).
- Edificio Sánchez de León, calle San Vicente, 2 y plaza Sta. Catalina (1896).
- Casa Peñalva, calle Barcas, 11 (1898).
- Casino de la Sociedad Valenciana de Agricultura, en la calle de la Paz esquina con calle Comedias 12 (1899).